# 公海

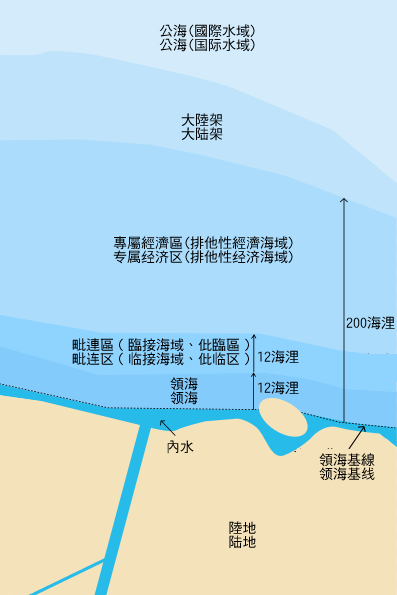
海域在國際法的性質示意圖，

公海（High Seas）或國際公海、國際水域（International waters），根據1958年的公海公約（Convention on the High Seas）是指不屬於領海或內水之海域。1982年的聯合國海洋法公約（UN Convention on the Law of the Sea）則規定沿海國專屬經濟區、領海以及內水以外的海域是公海。
根據國際海洋法公約，公海不屬於任何國家，故任何國籍的船舶均有航行權，公海中非屬特定國大陸架和專屬經濟區的漁業資源，可由任何國籍的漁船加以捕撈。依照聯合國海洋法公約，公海向任何國家開放。2023年聯合國通過公海條約（High Seas Treaty）的協議，建立起保護公海生物多樣性與可持續發展的機制，該條約仍待至少60個國家批准才會生效。

## 定義
1958年公海公約第一條規定，不屬於領海或內水之海域即為公海。
1982年聯合國海洋法公約第86條規定，公海的有關規定不適用於沿海國的專屬經濟區、領海或內水，以及群島國家的群島水域。
專屬經濟區的制度要到1973年至1982年間舉行的「第三次聯合國海洋法會議」後才確立下來，因此在這之前的海洋公約，只有領海與公海之分。
在會議上，對專屬經濟區的地位有不同的意見，發展中國家以及部分的已開發國家主張專屬經濟區是國家管轄區，沿海國可以進行專屬管轄；蘇聯、美國等海洋大國主張沿海國在專屬經濟區內只能行使管轄權而不是專屬管轄權，並且認為專屬經濟區是公海的一部分。
2003年鼎文書局出版的《測繪學辭典》定義國際水域（International Waters）為符合公海自由原則（拉丁文：mare liberum，字面意思為自由的海洋，指國際習慣法中的航行自由）之水域，如鄰接區，專屬經濟海域及公海均屬之。
國際水道（International Waterways）則是指連接兩個公海區域的海峽、運河以及河流，或是指能讓海運船舶抵達內河港的國際性海域、海灣或湖泊，若不經由這水道就會無法通行。國際法保障船隻有航行國際水道之自由。

## 公海自由

全球國際性海域分布圖，淺藍色為專屬經濟海域，深藍色為公海

根據國際律公海公約第二條規定，公海對各國一律開放，任何國家不得有效主張公海任何部份屬其主權範圍。而「公海自由」，對沿海國及非沿海國而言，包括
- 航行自由；
- 飛越自由；
- 鋪設海底電纜與管線之自由；
- 建造國際法所容許的人工島嶼和其他設施的自由；
- 捕魚自由；
- 科學研究自由。

該條有但書規定，各國行使以上各項自由，及國際法一般原則所承認之其他自由，應適當顧及其他國家行使公海自由之利益。

## 流行文化
1989年上映的電影《賭神》中一幕經典場面涉及公海的國際公法概念，反派陳金城誤以為乘坐的船隻已經到達公海，主張只有輪船的船籍國巴拿馬才有權拘捕他。

## 另見
- 經濟海域
- 領海
- 無害通過
- 領空